# 福克斯新聞
福克斯新闻频道（英語：Fox News Channel，缩写FNC）是美國的一家有線電視新聞頻道，該頻道的主要竞争对手为CNN及MSNBC。

## 立場
在美國，福斯新聞當中不少的政治評論員被認為偏向保守派，並與共和黨政治人物關係良好，如塔克·卡森、格瑞格·古特菲德、肖恩·漢尼提、勞拉·英格拉漢姆等。該頻道曾是美國前總統唐納·川普喜欢的媒體，招致倾向自由派和民主党的政治评论家的批評。不过在2018年11月，福克斯新闻宣布支持CNN就記者阿科斯塔被沒收白宮記者證一事入稟法院。

## 外部連結
- 官方网站